# طلعت عفيفي
الأستاذ الدكتور طلعت محمد عفيفي سالم (1953 -) هو وزير الأوقاف المصرية في حكومة هشام قنديل وكانت أول حكومة في عهد الرئيس محمد مرسي أول رئيس مصري منتخب بعد ثورة 25 يناير. شغل منصب النائب الأول لرئيس الهيئة الشرعية للحقوق والإصلاح، وعميد كلية الدعوة بجامعة الأزهر سابقاً. ولد في الجيزة بجمهورية مصر العربية في 20 ديسمبر 1953. والده الشيخ محمد عفيفي كان من قراء القرآن الكريم ومحفظيه.

## حياته العلمية
تلقى تعليمه بالأزهر الشريف بعد أن حفظ القرآن الكريم في سن صغيرة، ثم التحق بالأزهر بالمرحلة الإعدادية سنة 1968 م وظل به حتى تخرج من كلية أصول الدين بالقاهرة قسم الدعوة والثقافة الإسلامية سنة 1979 م. وكان الأول على دفعته، وحصل على تقدير ممتاز مع مرتبة الشرف.
واصل دراسته العليا بكلية أصول الدين قسم الدعوة والثقافة الإسلامية، ونال من هذا القسم شهادة التخصص (الماجستير) بتقدير ممتاز. وكان موضوعها «منهج الإسلام في معالجة دوافع السلوك الإنساني». ثم حصل على شهادة العالمية (الدكتوراه) من نفس القسم سنة 1986 م بمرتبة الشرف الأولى. وكان موضوعها «القصة في السنة النبوية، وأثرها في مجال الدعوة الإسلامية».

## حياته العملية
عين فور تخرجه معيدا بكلية الدعوة الإسلامية بالقاهرة، وتدرج في ترقياته بها سنة بعد أخرى، إلى أن شغل منصب عميد الكلية منذ أوائل عام 2001 م. إلى جانب هذا يقوم بالتدريس في معاهد الدعوة ويباشر إلقاء الخطب والدروس بالعديد من مساجد القاهرة والجيزة، كما يشرف على العديد من مدارس القرآن الكريم للنوعين، وتخرج في تلك المدارس العديد من الرجال والنساء ممن وفقهم الله لحفظ القرآن الكريم.
سافر مبعوثاً إلى جمهورية باكستان الإسلامية، وعمل استاذاً بالجامعة الإسلامية العالمية لمدة ست سنوات من 1991م إلى 1997م. قام بعدة زيارات للولايات المتحدة الأمريكية، وتنقل بين أكثر من ولاية خطيباً ومحاضراً في المساجد والمراكز الإسلامية.

## الوزارة
في 2 أغسطس 2012 تم اختياره وزيرا للأوقاف في حكومة د. هشام قنديل.

## مؤلفاته
صدرت له عدة مؤلفات، ونشرت له عدة أبحاث، من أهمها:
1. أخلاق الدعاة إلى الله بين النظرية والتطبيق
2. أدب الاختلافات الفقهية وأثره في العمل الإسلامي المعاصر
3. إعداد الخطيب بين الموهبة والتدريب
4. آفات السهر ومنافع البكور
5. التعليم بين النظرة الإسلامية والنظرة الغربية
6. الدعاة وعلوم اللغة العربية
7. الطريقة المنهجية في إعداد الأبحاث العلمية
8. العلماء بين التوقير والتطاول
9. القصص الصحيح في السنة النبوية
10. المبادئ الأساسية في القواعد النحوية
11. المسلمون وداء الفرقة
12. تأملات في فقة الدعوة
13. تحفة الأحباب في التداوي بالأعشاب
14. دليل الهداة – دراسة تمهيدية حول الدعوة والدعاة
15. أصحاب النبي صلى الله عليه وسلم بين المادحين والقادحين
16. صفحات مشرقات من حياة الصحابيات
17. فضل حفظ القرآن الكريم وتحفيظه والوسائل المعينة على ذلك، ويلية أخلاق حملة القرأن
18. من ثمرات الصلاة
19. مفاهيم قرآنية حول النعم في صورتها المادية وحقيقتها المعنوية
20. نظرات في التاريخ الإسلامي

## روابط خارجية
- موقع الشيخ الدكتور طلعت عفيفي
- صفحة الشيخ على موقع طريق الإسلام
- صفحة الشيخ طلعت محمد عفيفي  على فيسبوك.على فيس⁬بوك
- صفحة فضيلة الدكتور طلعت عفيفي على فيس⁬بوك
- "مرئيات الشيخ طلعت عفيفى". شبكة الطريق إلى الله. مؤرشف من الأصل في 2018-07-19. اطلع عليه بتاريخ 2011-10-11. {{استشهاد ويب}}: روابط خارجية في |ناشر= (مساعدة)